# Tesoro de la catedral de Sevilla

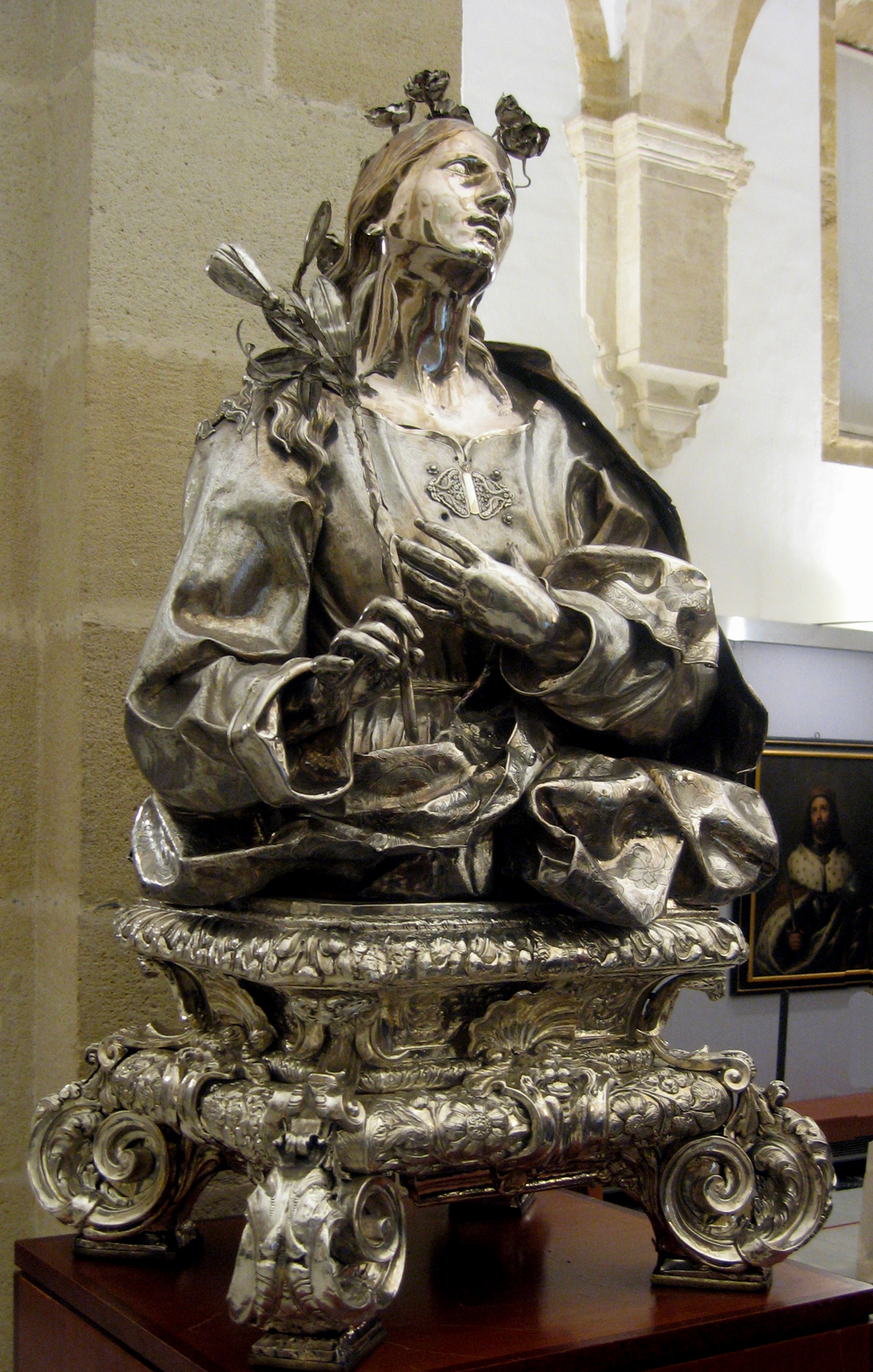
Busto-relicario de Santa Rosalía realizado en plata por Lorenzo Castelli.

El tesoro de la catedral de Sevilla está considerado como uno de los tesoros artísticos mejor conservados en el entorno eclesiástico de España. Sus fondos son comparables con los recogidos en la Biblioteca Nacional y El Escorial.

## Descripción
Expuesto en varias salas, está compuesto de piezas de todos los tamaños y materiales (oro, plata, perla, pedrería, terciopelo, etc.), entre ellas se encuentran vasos sagrados, relicarios, custodias, cruces procesionales, libros, libros de coro (aproximadamente 300), ornamentos y vestidos para la liturgia (aproximadamente 2000) además de todas las obras de arte (aproximadamente 550 pinturas datadas entre los siglos XV al XX, firmadas por Pedro de Campaña, Francisco Pacheco, Francisco Herrera, Zurbarán, Murillo, Valdés Leal, Matías de Arteaga, entre otros), esculturas (exteriores e interiores, algunas sepulcrales en mármol, madera o alabastro) y retablos (datados entre los siglos XV y XVIII), etc., repartidos entre las distintas capillas de las que se compone la Catedral.
Del tesoro destacan los elementos que están relacionados con la conquista de la ciudad por el rey San Fernando, como su espada, el pendón y otras reliquias, así como las llaves de la ciudad. También se conservan las tablas alfonsíes, realizadas por el rey Alfonso X el Sabio.
Otras piezas corresponden a fechas posteriores al descubrimiento de América y vinculadas con este nuevo mundo, como una patena (usada en la primera misa celebrada en México), los vizarrones (enormes candelabros que sostienen cirios) de plata.
Entre los elementos de grandes dimensiones destaca un candelabro de bronce (Tenebrario) de más de siete metros de altura y la Custodia del Corpus, de plata, que data del siglo XVI.
La mayor parte de las piezas están expuestas en la sala conocida como "Casa de Cuentas" de la catedral, aunque otra buena parte se halla en la "Sacristía Mayor" y en la "Sacristía de los Cálices". Sin embargo, otras piezas del mismo se encuentran en otros espacios del templo, como la "Capilla Real" y la "Capilla mayor".

## Galería de imágenes

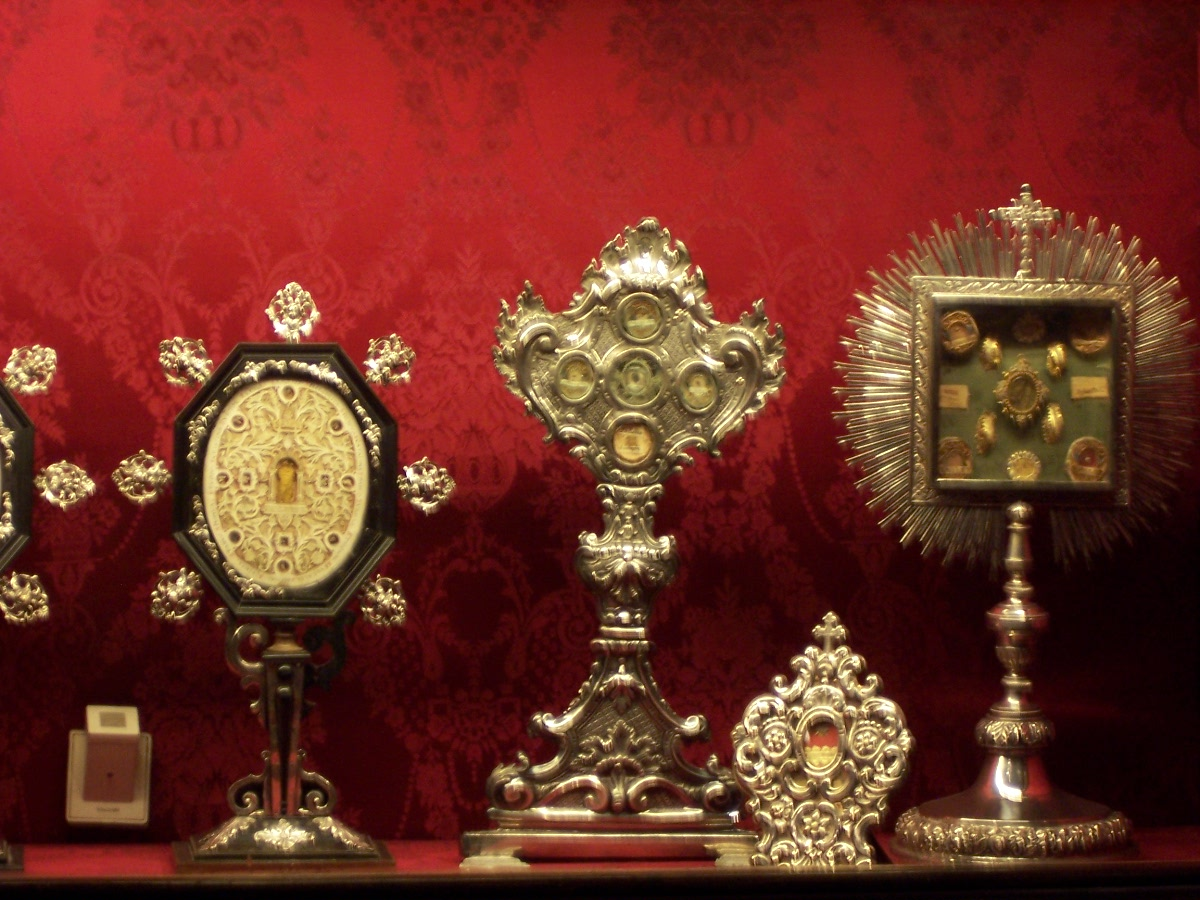
Custodias.
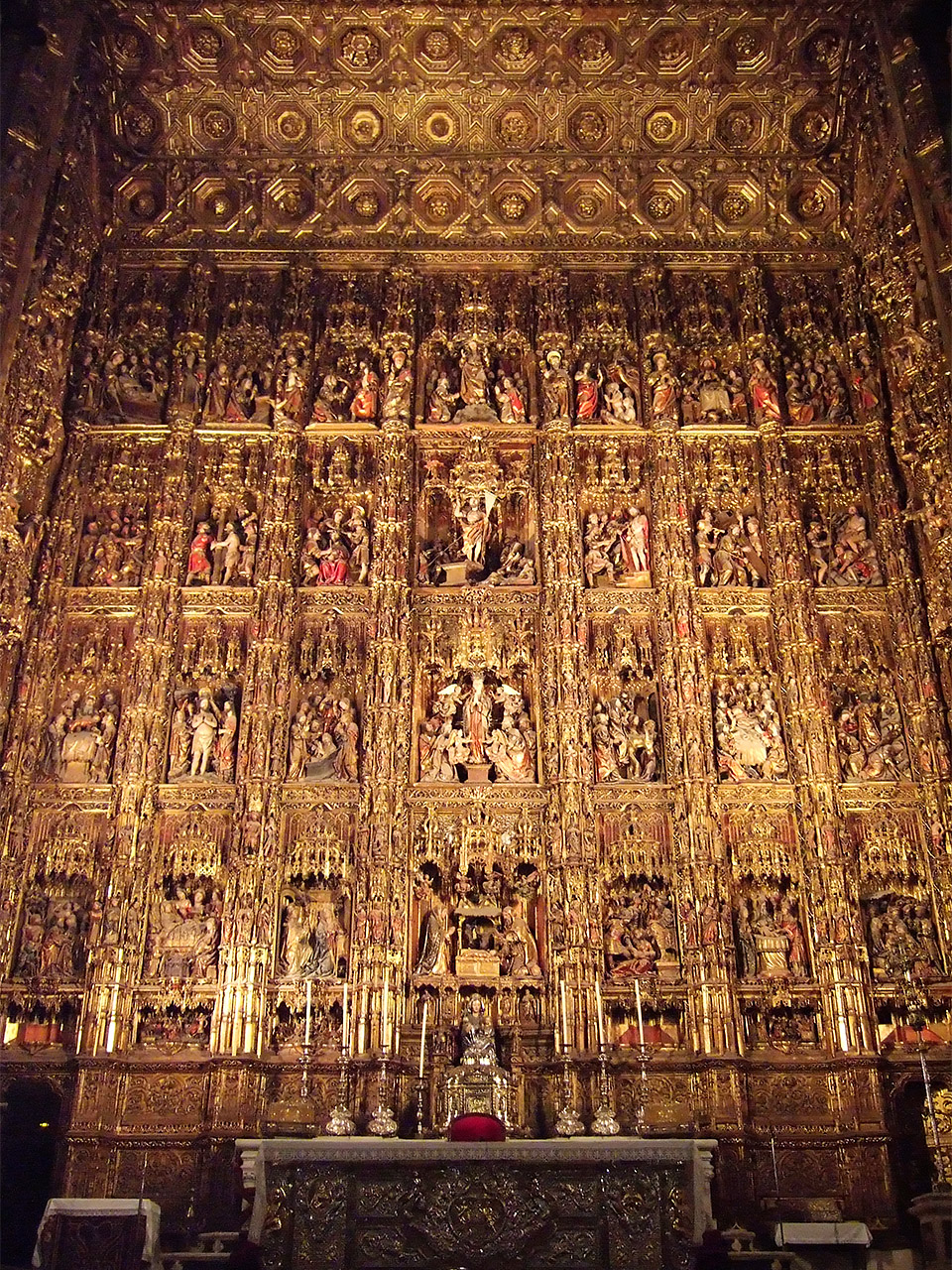
Retablo.
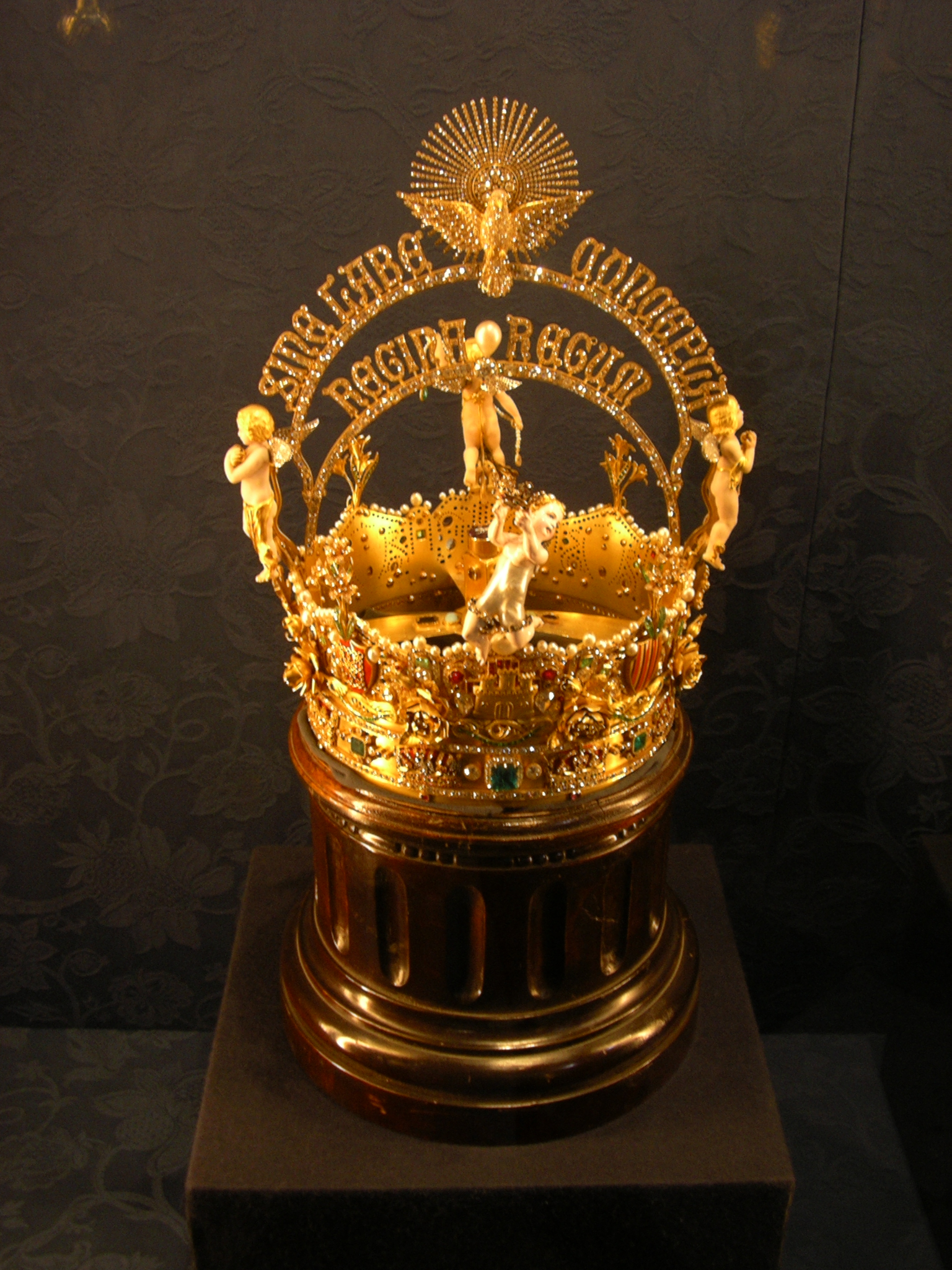
Corona de la Virgen de los Reyes.
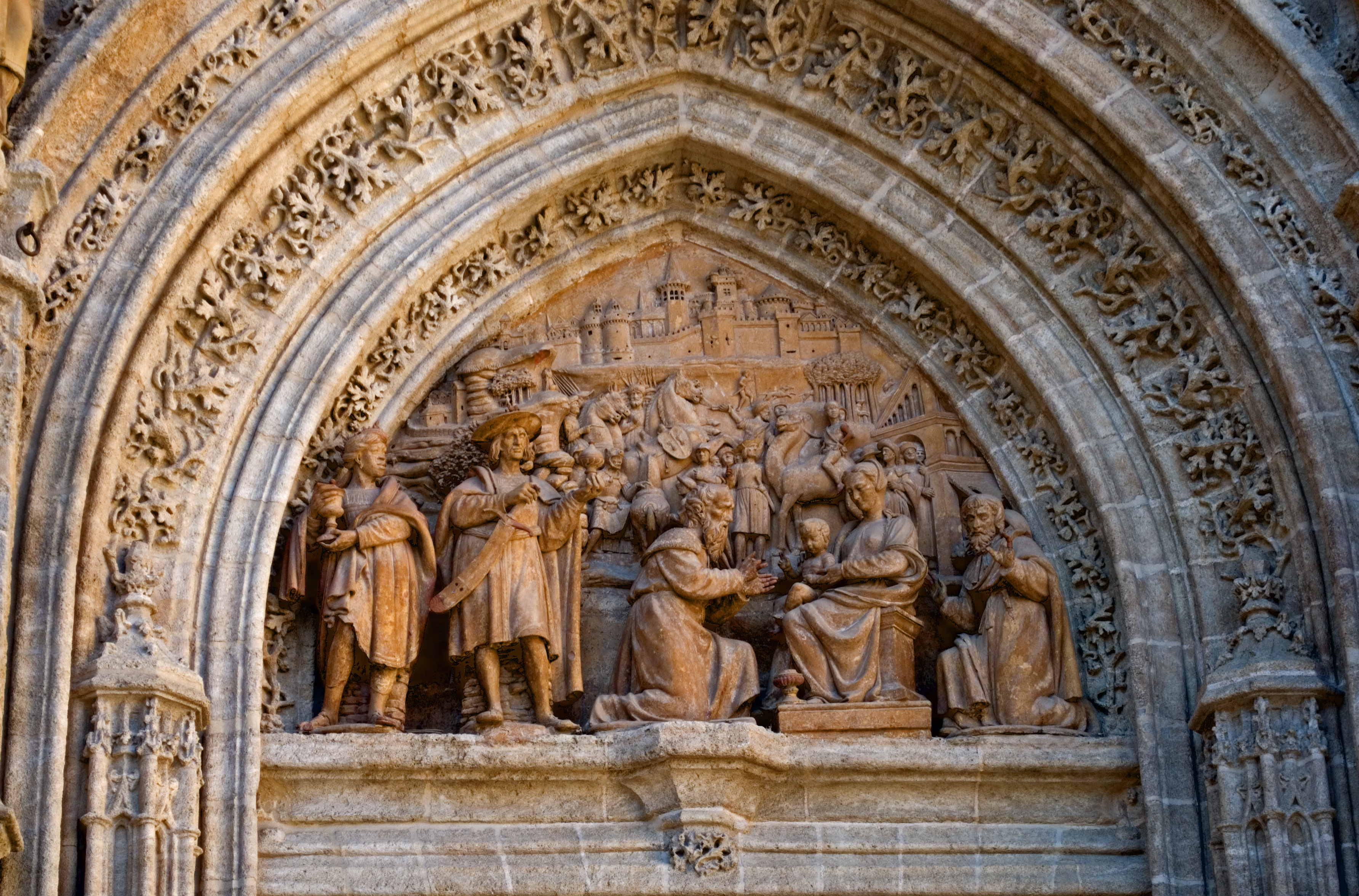
Puerta de Palos (acceso por la plaza de la Virgen de los Reyes).